# ジミ・ヘンドリックス
ジミ・ヘンドリックス（英語: Jimi Hendrix）ことジェームズ・マーシャル・ヘンドリックス（英語: James Marshall Hendrix、1942年11月27日 - 1970年9月18日）は、アメリカ合衆国のギタリスト、シンガーソングライター。左利きのギタリストとして有名であった。日本では「ジミヘン」と略される。
メジャーデビューしてからわずか4年ほどの活動期間で、ギタリストとして多くのミュージシャンに多大な影響を与えたロック・ミュージックのパイオニアの一人。左利きでありながら右利き用のギターを逆さまにして構え、ギターを歯で弾いたり背中に回して弾いたり、ライブ中にギターに火を放ち破壊するなどの派手なパフォーマンスでも有名である。
没後50年経った現在でも、ロック史上最高のギタリストとして評価されており、ローリング・ストーン誌からは歴史上最も偉大なギタリスト第一位に多数回選出されているほか、日本やブラジルの雑誌の同様のランキングでも1位となっている。また、「ローリング・ストーン誌が選ぶ歴史上最も偉大な100組のスター」においては第6位に選ばれている。
ブライアン・ジョーンズやジャニス・ジョプリン、ジム・モリソンと並んで27クラブの代表格となっている。

## 生涯

### 生い立ち

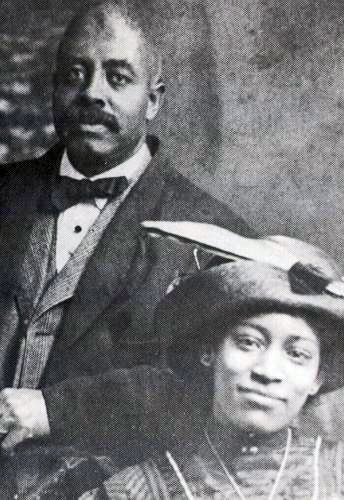
ヘンドリックスの父方の祖父母 (1912年以前)

1942年、ワシントン州シアトルに生まれる (デビューアルバムの裏には「1945年生まれ」と記されている)。出生時の名前は、ジョニー・アレン・ヘンドリックス (Johnny Allen Hendrix) で、母ルシール (1925年 - 1958年) によって名付けられた。父親のアルことジェームズ・アレン・ヘンドリックス (1919年 - 2002年) は、アフリカ系の父親と、アメリカ先住民の母親との間に生まれたブラック・インディアンである。純血のチェロキー族だった父方の祖母ノラ・ヘンドリックスから、幼少期のヘンドリックスはチェロキー族の昔話を教えられたという。その影響はヘンドリックスの作る曲のそこかしこに見いだされる。母親のルシールは、17歳でヘンドリックスを産んだが、遊び好きで家庭を顧みないところがあったと言われ、まだ幼いヘンドリックスを置いて出奔したこともあるといい、早くに亡くなっている。ヘンドリックスの楽曲「Angel (天使)」は、亡き母、ルシールが夢に現れたことから作られたとされる。
ヘンドリックスが生まれた当時、父アルは第二次大戦に召集され出征中だった。母親のルシールが出奔したため、ヘンドリックスはルシールの姉夫婦の元で育てられていた。終戦後の1945年、帰国した父アルがヘンドリックスを引き取り、父親と息子の生活が始まった。この頃、ジェームズ・マーシャル・ヘンドリックスと改名している。父アルと母ルシールの折り合いが悪かった影響もあり、ヘンドリックスはたびたび祖母であるノラ・ヘンドリックスの元に預けられていたという。ノラはインディアン居留地（Reservation）に住んでおり、ヘンドリックスは祖母ノラからインディアンの昔話を聞かされるのと同時に、居留地で希望のない生活を送るインディアンたちの姿を目の当たりにしていたという（ヘンドリックスの談話）。「I Don't Live Today（今日を生きられない）」は、その体験から生まれたと言われる。

### 音楽への傾倒
多くのブルースやロックのミュージシャンと同様、ヘンドリックスもレコードなどを聴いて、独学でギター演奏を学んだ (父アルの談話)。父親のアルは庭師の仕事をしていたが生活は貧しかった。ヘンドリックスが15歳の頃、ギターに興味を示したため、父アルは、当時のアパートの家主の息子からアコースティック・ギターを5ドルで買い取り、ヘンドリックスに与えた。
その後、シアトルの楽器店から初めてエレクトリック・ギターを購入している (父アルの談話)。ヘンドリックスは、ブルースや R&B、ロックンロールのレコードを聴き練習する一方、テレビのアニメーション作品などの効果音 (BGM) も熱心にコピーしていたという (ヘンドリックスの幼なじみの談話)。
青年期のヘンドリックスは、アマチュア・バンドで経験を積み、全米ナンバー・ワンバンドの座を得たこともあったという (父アルの談話)。

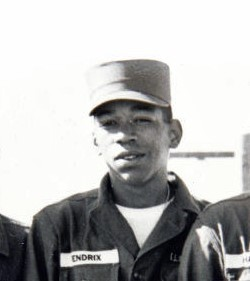
軍隊に配属中のヘンドリックス (1961年)

しかし、自動車窃盗の罪で1961年5月2日に逮捕された。その際、投獄されるのを回避するため陸軍に志願して入隊し、精鋭部隊・第101空挺師団へ配属された。共に軍役についていた仲間の中に、後のバンド・オブ・ジプシーズを組むベーシストのビリー・コックスがおり、軍隊内のクラブハウスで一緒に演奏することもあった。当時はベトナム戦争が開戦したばかりの時期で、ヘンドリックスはベトナムの戦地に行っていないが、この従軍の経験がウッドストック・フェスティバルでの「星条旗 (アメリカ国歌)」の演奏や、バンド・オブ・ジプシーズの「マシン・ガン」の創作につながったと言われている。
やがてヘンドリックスは陸軍を除隊。イギリス人の音楽記者クリス・ウェルチが70年代初めに著した伝記などでは、「パラシュートの降下訓練で負傷したために軍隊を除隊になった」という説明がなされている。2005年にアメリカ国内で公表された軍内部の記録によると、「薬物とギターにしか興味を示さない隊内部の劣等兵」で、常に隊の規律を乱して問題視されていた。ヘンドリックスは、早期に軍役を終えて音楽活動に移ろうと、軍隊で忌み嫌われる同性愛者を装う等、故意に問題を起こしていたという説もある。最終階級は三等軍曹。
除隊後に本格的な音楽活動を始めるが、当時は無名のバックミュージシャンだった。アイク & ティナ・ターナーやアイズレー・ブラザーズなど、数々の有名ミュージシャンのバックでプレイし、全米各地へのツアーにも同行していた。一時期はリトル・リチャードのツアーにバックメンバーで参加した。

### ザ・ジミ・ヘンドリックス・エクスペリエンス結成

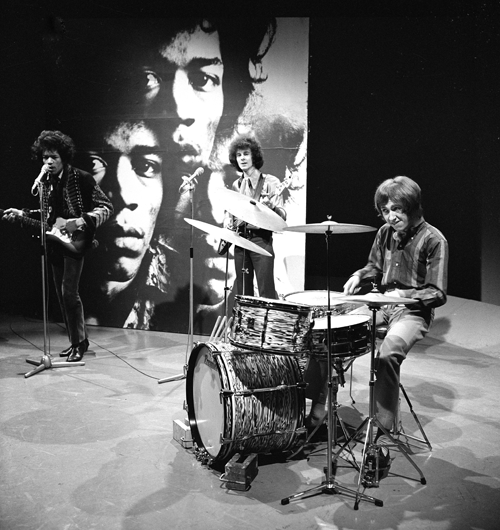
テレビ番組でのザ・ジミ・ヘンドリックス・エクスペリエンスの演奏（1967年）

1966年7月、アニマルズのベーシストだったチャス・チャンドラーに見いだされ、9月に渡英する。チャンドラーにヘンドリックスの情報をもたらしたのは、キース・リチャーズ（ローリング・ストーンズのギタリスト）の恋人だったリンダ・キースである。
当時のヘンドリックスは単なるバックミュージシャンを脱し、自らのバンド「ジミー・ジェームズ・アンド・ザ・ブルー・フレイムズ」を率いていたが、チャンドラーにスカウトされたのはヘンドリックス1人だけだった。チャンドラーはヘンドリックスの演奏を初めて聴いた際、「ギタリストが3人くらい同時に演奏しているのかと思ったが、実際にはジミ1人だけと知り驚いた。これほどの才能に誰もまだ気がついていなかったなんて、何か裏があるのではないかと不安になるほどだった」と感じたという。チャンドラーに渡英を勧められ、ヘンドリックスはイギリスで自分のようなブルース系ミュージシャンが受け入れられるか不安だったらしく、イギリスの音楽シーンについて多くの質問を投げかけた。そして、自分と同系とみなしていたイギリス人ギタリストのエリック・クラプトンの名を挙げ「会わせてくれるか?」とチャンドラーに尋ねている。チャンドラーは「君の演奏を聴いたら彼（クラプトン）の方から会いに来るよ」と答えている。
ロンドンに於いてオーディションを行い、ノエル・レディング（ベース）、ミッチ・ミッチェル（ドラムス）と共に「ザ・ジミ・ヘンドリックス・エクスペリエンス」を結成。1966年10月から活動を始める。この際に名前をジェームズ／ジミー（James／Jimmy）から、ジミ（Jimi）に変えた。イギリス国内でクラブ出演を重ね、当時ザ・フーのマネージャーだったキット・ランバートとクリス・スタンプが設立したポリドール系の独立レーベルであるトラック・レコードと契約を結んだ。デビュー・シングル「Hey Joe / Stone Free」は全英4位のヒットを記録した。
アメリカの伝統的なブルースをベースにしながら、それまで誰も聞いたことのなかった斬新なギターサウンドや卓越した演奏技術、そして圧倒的なインプロビゼーションを披露することにより、ヘンドリックスは一般の音楽ファンはもちろんプロのミュージシャン達にも大きな衝撃を与えた。渡英したばかりのヘンドリックスの演奏を初めて目の当たりにしたエリック・クラプトンは「誰もジミー（Jimmy）のようにギターを弾くことはできない」という言葉を残している。後年、ジェフ・ベックは、「（メジャーデビューしたばかりのヘンドリックスの演奏を聴いて）廃業を考えた」と語っている（英国BBCの音楽番組のインタビュー）。ヘンドリックスのステージには連日ビートルズやローリングストーンズなどのメンバーが顔を見せ、出演するクラブには長蛇の列ができたという。この当時から本人の特徴となっていた、大きく歪んだ大音響を駆使する演奏は、後のハードロックの原型という意見がある。現代ではありふれているが、この当時は過激な歪みを前面に打ち出した演奏自体が存在しなかったと言って良い時代にあったという意見がある。
1967年6月、ザ・ジミ・ヘンドリックス・エクスペリエンスは米カリフォルニア州モンタレーで開催された世界初の本格的野外ロックフェスティバル、モンタレー・ポップ・フェスティバルに出演。これは同フェスティバルのイギリスでの世話役だったポール・マッカートニー（ビートルズ）が、「ジミを出さないフェスティバルなどありえない」と熱心に推挙したためと言われる。ヘンドリックスはモンタレーで、演奏とギター燃やしのパフォーマンスを炸裂させ、母国アメリカでも一気にスターダムにのし上がった。
イギリスでデビューしたヘンドリックスだが、モンタレー出演などで母国アメリカで成功を収めた後は、アメリカを本拠として活動するようになった。全米をくまなくツアーする過密スケジュールの合間にスタジオでのレコーディングも続け、1968年にアルバム『エレクトリック・レディランド』をリリースした。

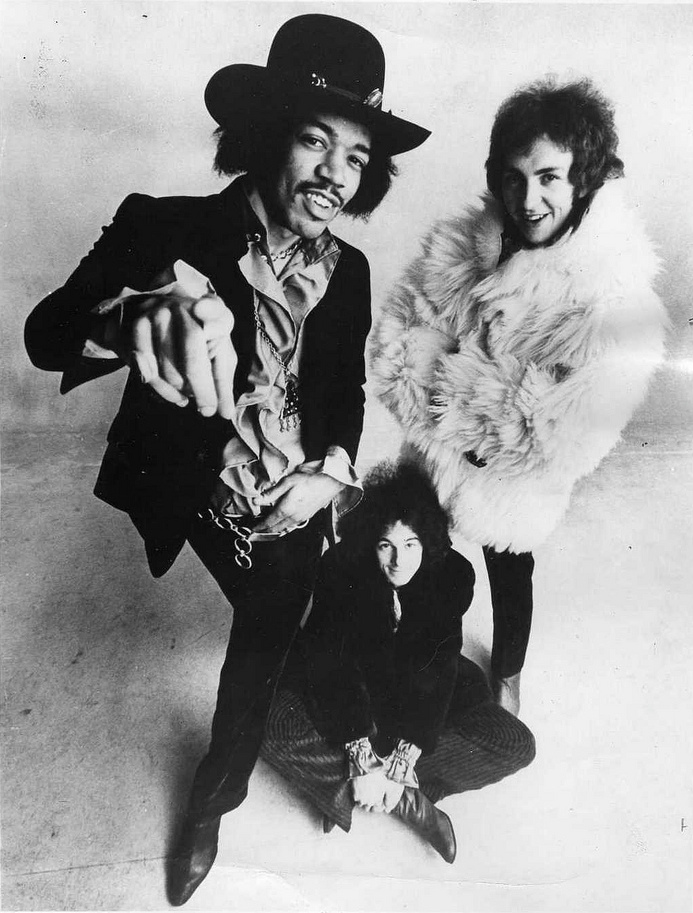
ザ・ジミ・ヘンドリックス・エクスペリエンス（1968年）

ヘンドリックスは演奏技術が高かっただけではなく、ギターを歯で弾いたり、あたかも男性器のように扱ったりした末、床に叩き付けて火を放つなど、激しくセクシーなステージアクションも人気の要因だった。また、古い軍服を身につけ（ミリタリー・ファッション）、強くパーマをかけた独特のヘアスタイル（エレクトリック・ヘア）をトレードマークにするなど、ファッション面でも注目を集めた。そのため「ブラック・エルヴィス」（黒人のエルヴィス・プレスリー）、「ワイルドマン」といった異名も生まれ、センセーショナルな扱いを受けることが多かった。しかし生身のヘンドリックスはシャイで礼儀正しい人物だったという証言も多い。マイルス・デイヴィスによれば、ヘンドリックスは世間のワイルドなイメージとは逆だったという。
後年のヘンドリックスは、観客から激しいステージアクションやギター破壊などばかり求められ、演奏に集中できないことに悩んでいたという
黒人でありながら白人向けのロックスターとして売り出されたのも異例なことだった。白人の若者たちにとって神のごときアイドルになった一方、公民権運動に取り組んでいるアメリカの黒人層からは「白人と組んでいる裏切り者」と見なされる面もあった。さらには黒人運動家とそれをなだめたい白人政治家の両方が、黒人なのに白人に支持されているヘンドリックスの立場を利用したがっていたと言われる。ヘンドリックス自身はあまり政治的な人間ではないと評されることが多いが、暗殺された黒人指導者キング牧師のために寄付を行ったこともある。ヘンドリックスは同胞である黒人層に今ひとつ受け入れられないことに悩んでいた（ビリー・コックスの談話）が、マネージメント側はヘンドリックスをあくまでも白人向けロックスターとして売っていく方針だったといわれる。
ヘンドリックスがハウリン・ウルフ（黒人）と共演した際、ウルフはヘンドリックスを「白人と組んで金儲けをしている裏切り者」となじった。ヘンドリックスはウルフの言葉に黙って耐えていたという（ジョニー・ウィンターの談話）。

### エクスペリエンス解散とバンド・オブ・ジプシーズ結成
多くのロックバンドの例に漏れず、過密なスケジュールや精神的なプレッシャーにより、バンドや周辺の人間関係は悪化していった。
まず、ヘンドリックスの音楽面でのプロデューサーだったチャス・チャンドラーが、混乱した状況に嫌気がさして『エレクトリック・レディランド』のレコーディングが行われている時期にヘンドリックスの元を去る。マネージャーのマイケル・ジェフリーが完全に実権を握ることになったが、ヘンドリックスとジェフリーの関係は微妙で、ヘンドリックスはジェフリーと直接話をするのを避けていたという証言がある（ジェフリーの秘書の談話）。
1969年6月、ノエル・レディングがバンドを脱退した。レディング本人は「ギャランティ支払いの内容を明確にするよう求めたため解雇された」と主張している場合もあれば、「自分の知らない間にジミが次のベーシストを選考していると記者から言われ嫌気が差し脱退した」などと述べている場合もある。ヘンドリックスが多重録音に凝りだしレコーディングに長い時間をかけるようになったこと、気まぐれで時間にルーズであること（約束の時間にレコーディングスタジオに現れず、遊び歩いている）などに対し、レディングは常に批判的な意見を表明していた。
レディング脱退後、ヘンドリックスはミッチ・ミッチェルと、軍隊時代からの友人ビリー・コックス（ベース）と共に、「ジプシー・サンズ&レインボウズ」として活動を開始。エクスペリエンスがトリオ編成だったのに対し、コンガなどのパーカションやサイドギターも加え、ビッグバンド結成を狙っていた。
1969年8月に開催されたウッドストック・フェスティバルに、ヘンドリックスは「ジプシー・サンズ&レインボウズ」を従え最終出演者として登場。フィードバックやアーミングなどエレクトリックギターの特殊奏法の限りをつくして、アメリカの国歌「The Star Spangled Banner」を演奏した。この際にヘンドリックスは、爆撃機が空爆を行い民衆が泣き叫び逃げまどう様子を音で再現しており、一般にはベトナム戦争の戦場の様子を現した演奏と言われている。
ヘンドリックスが目指したビッグバンド形態は、マネージメント側がそれを望まなかったことや、ヘンドリックスが多人数をまとめあげるには経験不足だったと見られることもあって長続きせず、1969年10月にはビリー・コックス（ベース）、バディ・マイルス（ドラムス）と、3人編成の「バンド・オブ・ジプシーズ」を結成する（全員がアメリカ人の黒人）。1969年12月31日〜1970年1月1日にニューヨークのフィルモア・イーストで行われたデビューコンサートの模様はアルバム『バンド・オブ・ジプシーズ』等で聞くことができる。同コンサートにおける「Machine Gun」の演奏を聞いたマイルス・デイヴィスは「俺はこういう音楽がやりたかったんだ」と語ったという（ヘンドリックスの友人でバックコーラスなどを務めたゲットーファイターズの証言）。
イギリス人の白人（ミッチェルとレディング）に代わり、ヘンドリックスがアメリカ人の黒人2人と組んだ画期的なファンクロックバンドだったバンド・オブ・ジプシーズだが、ヘンドリックスのマネージメント側は黒人だけのグループに難色を示した。マディソン・スクエア・ガーデンでの大規模な公演が失敗に終わり、ヘンドリックスとバディ・マイルスの音楽面での確執もあったとされ、バンド・オブ・ジプシーズは1970年初頭に解散と短命に終わった。マイルスは「バンド・オブ・ジプシーズのリーダーは自分であり、名称などは自分が発案した」と度々発言しており、ヘンドリックスとの主導権争いも存在していたと言われる。またマイルスは自発的に脱退したのではなく、ヘンドリックスがマイケル・ジェフリーに命じて解雇させたという証言もある（ジェフリーの秘書の談話）。
当時の多くのロックミュージシャンと同様、ヘンドリックスも薬物（ドラッグ）依存の傾向があった（LSDやヘロインなどを常用していたという証言がある）。
1969年にはカナダのトロント空港で麻薬不法所持の疑いで逮捕されたものの、裁判の後に嫌疑不十分で無罪となっている。
代表曲「パープル・ヘイズ（紫のけむり）」はドラッグソングとされる場合もあるが、ヘンドリックスは「あれは海底を歩いている夢を見たことから生まれた曲」などと反論している。

### バンド・オブ・ジプシーズ解散後

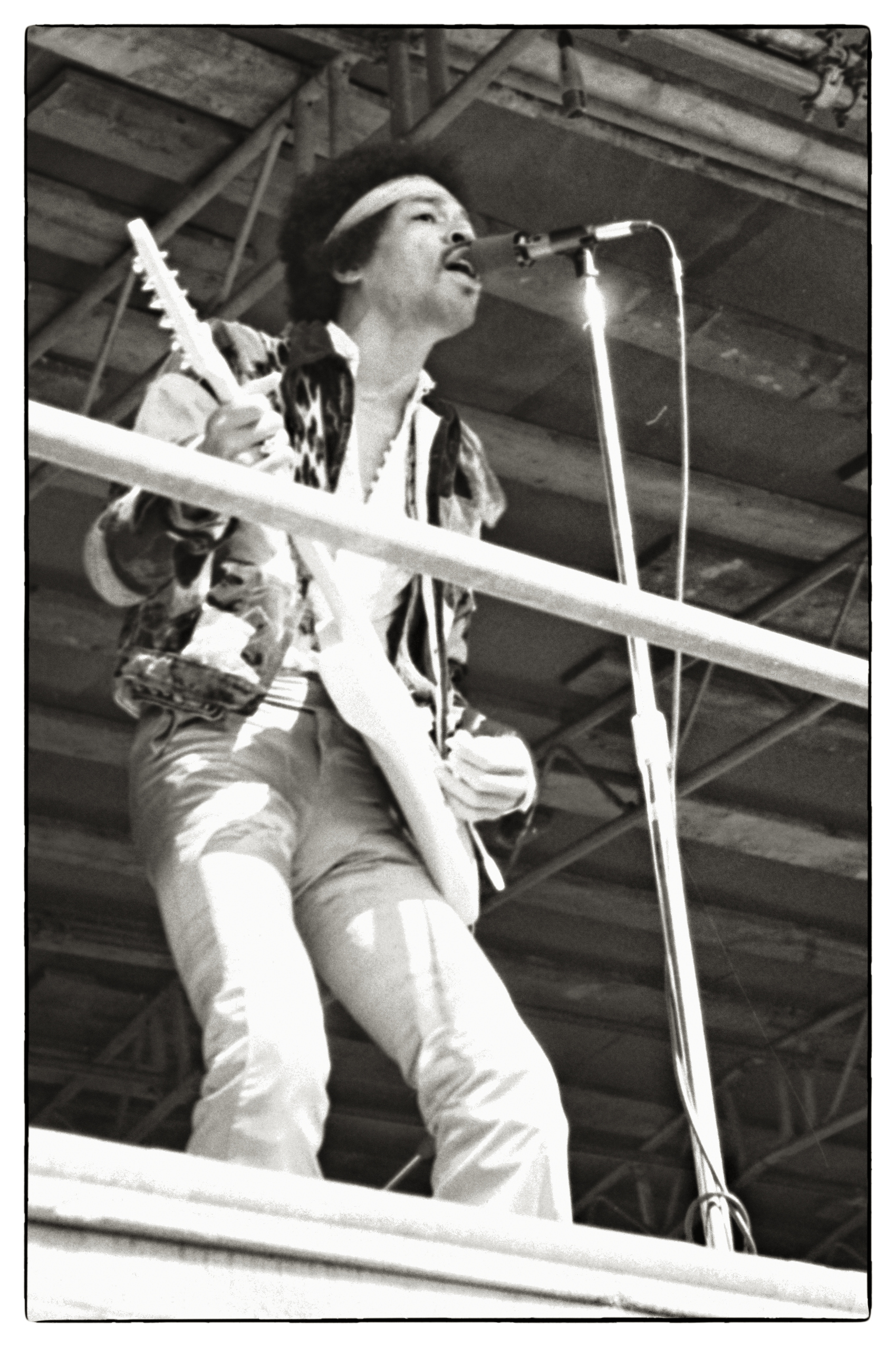
晩年の9月 ドイツのフェスにて

「バンド・オブ・ジプシーズ」解散後は、ミッチ・ミッチェルとビリー・コックスをバックに活動を再開。アメリカやヨーロッパ、ハワイなどでコンサートを開催している。また、ニューヨークに自身のスタジオ、エレクトリック・レディ・スタジオを建設。1970年8月末にはイギリスのワイト島で開かれたフェスティバルに出演したが、その後のヨーロッパ・ツアーではヘンドリックスがドラッグによる体調不良に陥ったり、コックスが精神不安でアメリカに帰国してしまうなどのトラブルが続いた。
この間、元エクスペリエンスのノエル・レディングや、元マネージャーのチャス・チャンドラー（元アニマルズのベーシスト）が、コックスの代わりにベーシストを務めるのではといった憶測も飛んでいた（レディングには実際にヘンドリックスからオファーが届いていたという説もある）。
そういった騒動でツアーが中断した時期、ヘンドリックスはチャンドラーの家を訪ね、「再び僕のマネージメントとプロデュースをしてほしい」と伝えようとしていたという（チャンドラーの談話）。
同年9月18日未明（深夜から早朝）、モニカ・ダンネマン という女性とロンドンのホテルで滞在中に急逝。死亡時は27歳。メジャーデビューからわずか4年ほどでの死であった。
死亡原因は、睡眠前に酒と睡眠薬 (バルビツール酸系) を併用し、睡眠中に嘔吐したことによる窒息死とされる。「自殺」等の憶測も飛んだが、現在では否定されている。
故郷である米ワシントン州シアトルでの葬儀には、ミッチ・ミッチェル、ビリー・コックス、ノエル・レディングといったバンドメンバーに加え、マイルス・デイヴィスなどのミュージシャンが数多く参列し、はなむけのセッションが行われた。

## 謎の死

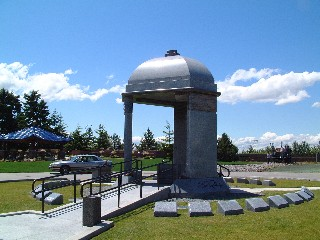
シアトル郊外にあるヘンドリックスの墓

ヘンドリックスの死因は公式には、酒と睡眠薬を併用したため睡眠中に嘔吐し嘔吐物を吸い込んだことによる窒息死、とされている。だが死亡時に一緒にいたモニカ・ダンネマンの言動に不審な点があり、死因にも不可解な点（ヘンドリックスの肺や胃から異常に大量のワインが検出された、検出されたワインの量に対し体内のアルコール濃度が低かったなど）があることから、死の真相は謎のままであると指摘する声もある。
ヘンドリックスの死の直前、ヘンドリックスと同室にいたダンネマンからエリック・バードン（アニマルズ）に「ジミの様子がおかしい」との電話がかかってきたという。バードンが「すぐ医者（救急車）を呼べ」と促したのに対し、ダンネマンは「部屋にドラッグがあるから呼べない」という旨の返事をしたという（バードンの談話）。
ダンネマンは「救急車で病院に運ぶ際、ジミが窒息しないよう寝かせておくべきなのに、救急隊員がジミを椅子に座らせる体勢で移送したため窒息してしまった」などと述べている。しかし、ホテルの部屋を訪れた救急隊員は、「ホテルに到着した際、ヘンドリックスは既に呼吸停止の状態で、蘇生の可能性は低かった。病院へ移送する際、椅子に座らせるような体勢を取らせた事実はない」と述べている。また、運び込まれた病院の医師は、「ヘンドリックスは病院に到着した時点で既に死亡していた」と述べている。ダンネマンの証言は二転三転し、信憑性が乏しいという見方がある。ダンネマンは1996年に車の中に排気ガスを引き込み自殺した。
生前のヘンドリックスはマフィアの金づるになっていたという説があり、誘拐されたこともあると言われる（ノエル・レディングやジョン・マクダーモットなどの著書に記述がある）。ヘンドリックスはマフィアの手で睡眠中に大量のワインを飲まされ、溺死のような形で窒息死させられたのではないかという説も存在する。
元ローディーのジェームズ・タッピー・ライトは、自著「Rock Roadie」の中で「ジミのマネージャーだったマイケル・ジェフリーが『自分がヘンドリックスを殺した』と言った」と証言している。

## ミュージシャンとしての特徴
ヘンドリックスは、エレクトリック・ギターの演奏家として非常に高い技術と表現力を備えていただけではなく、画期的な技法の考案によってエレクトリック・ギターという楽器の可能性をそれ以前とは比較にならないほど拡大したと評されている。またメジャーでの活動期間がわずか4年ほどであったにも関わらず、後世のギタリストに与えた影響が比類のないほど絶大であることも合わせ、多くのミュージシャンや評論家から史上最高のロックギタリストと呼ばれている。
一般的にヘンドリックスはギタリストとして語られるが、演奏者として優れているだけではなく作曲家、編曲家、レコーディング・エンジニアとしても独特な才能を備えており、歌手としても表現力に富んでいる。また常に新しいサウンドを模索しギターだけに執着しているわけではなかったと評されている。
ヘンドリックスはブルースとロックンロールを融合させ、クリーム、ジェフ・ベック・グループ、レッドツェッペリンらと並び、ハードロックの起源の一人と評されている。特にヘンドリックスは、大音量でディストーションの掛かった音の先駆けとなった。
奇抜なファッション、派手なステージアクション、機械によるサウンドエフェクトなどにばかり頼っているのでは…という批判もあったが、エリック・クラプトンは「みんなジミのことを語るときに、服装や髪型やステージアクションなど見た目のことばかり言うが、一度目をつぶって演奏に耳を傾けてみればいい。ジミがどれほど優れたミュージシャンであるか分かるはずだ」、あるいは「僕とジェフ・ベックが2人がかりでいっても、ジミにはかなわないだろう」と最大級の賛辞を送っている。ジェフ・ベックは「好調な時のジミを超えるギタリストなどいるはずがない。自分がギタリストであることが恥ずかしくなるよ」と語っている。ヘンドリックス自身「機械ばかり使っていると言われるが、ステージ上で起きていることは機械がやったのではない。僕がやっているんだ」と反論している。
ヘンドリックスのプレイスタイルについては、型破りなアクションが取り上げられることも多いが、基本はあくまでブルースやR&Bに根差し、これにジャズのコードやスケールを加えたベーシックなものである。
ただし音の選び方やフレーズの展開は非凡なもので、従来のブルースやR&Bの枠に収まらないような画期的な内容だった。
ヘンドリックスは非凡なインプロヴィゼーション能力によって、「Red House」や「Machine Gun」など、アドリブが曲の大部分を占める曲で、ライブごとに全く違ったアドリブを展開していった。これは、「指癖的な小さなフレーズ（リック）を沢山覚えておき、それらを組み合わせてアドリブを構築する」のではなく、「その瞬間に頭の中で鳴った（聞こえた）フレーズをギターで弾く」というアドリブのとり方を行っていたから、という説がある。
作曲面においても後にロックのスタンダードとなる数多くの楽曲を残した（特に「Purple Haze」「Little Wing」「Voodoo Child(Slight Return)」「Red House」「Fire」「Foxy Lady」などの曲は、多数のミュージシャンによってカバーされている）。
ヘンドリックスはギターの音質を電気的に変化させる機材（いわゆるエフェクター）を多用することで知られた。スタジオ録音はもちろんステージでもエフェクターを使用し、従来のギタリストでは考えられなかったほど音質に豊富なバリエーションをもたせている。主に使用していたのは音を歪ませるファズ、踏み加減で音質が連続的に変化するワウペダル、音を波立たせるユニヴァイブといったものだった。ヘンドリックスは手に入れたエフェクターの可能性を探ろうと何時間も演奏を続け、そのエフェクターの設計者ですら想定していなかった斬新な音を引き出していた。
その結果ヘンドリックスの演奏の中には、どういう方法で出したのか今もって不明な、謎のサウンドが非常に多い。
これはスタジオ録音だけではなく、ライブでも同様である。エフェクターなどの電子機器設計の達人だったロジャー・メイヤーが、ヘンドリックスのアドバイザーだったのも大きな意味を持っている。ただしヘンドリックスの存命中などには「機械に頼っていて邪道」という批判も存在した。
ヘンドリックスはギタリストであると同時に歌手でもあるが、ずっと「自分は歌が下手だ」と卑下し続けていた。そんなヘンドリックスにとってのヒーローは、独特の歌唱法でフォーク／ロック界を席巻したボブ・ディラン。ディランの歌を聴いたヘンドリックスは「これなら俺も歌えるかも知れない」と勇気づけられたという。ヘンドリックスはディランに大きな影響を受けており、「Like a Rolling Stone」や「All along the Watchtower」などをカバーしている。ヘンドリックスが「All Along the Watchtower」のカバーをシングル・ヒットさせたことを受け、ディランは「あの曲は俺が書いたが、権利の半分くらいはヘンドリックスのもの」と語っている。1985年には「おかしなもので、自分がこの曲を歌う時、いつも彼（ヘンドリックス）に献げているような気分になるんだよ」と語っている。ディランはヘンドリックスのアレンジに近い形で同曲を演奏し続けている。
エリック・クラプトンは「ジミは『俺は歌が下手だ』と謙遜しているが、とんでもない。ギターだけではなく歌もとてもうまいよ」と述べている。
ヘンドリックスは音楽の理論などに疎く楽譜もほとんど読めなかったと言われるが、ジャズ系ミュージシャンとのセッションでも引けを取ることはなかったと評されている。帝王マイルス・デイヴィスやジョン・マクラフリン（ギタリスト）に才能を絶賛されていたほか、マイルス作品の編曲などで知られる巨匠ギル・エヴァンスもヘンドリックスとの競演を熱望していた。ギル・エヴァンスはヘンドリックスの死後、カバー・アルバム「The Gil Evans Orchestra Plays the Music of Jimi Hendrix」を発表。1988年に亡くなるまで、ステージでヘンドリックスの曲を演奏し続けた。エヴァンス曰く「ジミのアルバムを聴くと毎回新しい発見がある。彼が優れた作曲家だった証拠だよ」。

### ストラトの魔術師
フェンダー・ストラトキャスターは現在ではロックギターの代名詞的なモデルとなっているが、ヘンドリックスが登場した頃には使用するミュージシャンもほとんどおらず、生産中止の噂もあった。しかし、ヘンドリックスが使用することによってストラトキャスターの人気が一気に上昇。特にストラトキャスターのシンクロナイズド・トレモロ・ユニットによる驚異的なサウンドマジック（アーミング）は、世界中のギタリストの度肝を抜いた。
ストラトキャスターの設計者であるフレディ・タバレスは「ベンチャーズやビーチ・ボーイズのようなサウンドは予想していたが、ヘンドリックスのトレモロマジックは全くの想定外」と発言している（'80年代のフェンダー・ジャパンのカタログでの談話）。また、フェンダー社の創業者であるレオ・フェンダーが「あれ（トレモロ）はあんな風に使うものではない」と激怒したという逸話も残っている。
ヘンドリックスのギターサウンドというと歪みきった大音響がイメージされる場合が多いが、「Little Wing」などで知られるように、実際にはボリュームを絞ったクリーンなサウンドも多用している。ストラトの3つのピックアップを使い分け、ボリュームやトーンを頻繁に調整し、演奏中に音色を大きく変化させることも多かった。エリック・クラプトンが使って有名になったハーフトーン（ストラトのピックアップ切り替えスイッチを中間位置にすることで生じるフェイズサウンド）も、実際はヘンドリックスのほうがずっと早くから使用している（ヘンドリックスが考案したのではなく昔からある裏技だったらしい）。ボディやネックを叩いて弦を共鳴させフィードバックを起こしたり、トレモロユニットのスプリングを弾いて不思議な音を出したりと、ギターから発生するあらゆる音を演奏に利用していた。
ヘンドリックスの存命中にストラトキャスターを使用するフォロワーはほとんどいなかったが、死後にはエリック・クラプトン、ジェフ・ベック、リッチー・ブラックモアなどがこぞって使い始めた。ヘンドリックス以降数多くのロックやブルースやジャズなどのギタリストがストラトを使用したことで、ストラトはギブソン・レスポールと並び、ソリッドボディのエレクトリックギターの代名詞的存在になった。
ストラトキャスター以外にも、ギブソンのフライングVやSG、レスポールを始め、様々なメーカーのギターを使用していた。ローディーだったエリック・バレットは「ジミがブルースを弾くときはいつもフライングアロー（フライングV）だった」と証言している。12弦アコースティックギターで「Hear My Train a Comin'」を弾き語りする映像も残っているが、このギターはヘンドリックスの所有物ではなく、撮影に当たって用意されたものである。
ヘンドリックスは、ギターの各弦を通常の音程から半音下げるチューニングを多用していた。これはギターの音程をヘンドリックスの声域（音域）に合わせる目的と、チョーキングなどの奏法をしやすくする目的と、両方の意味があるとされる。
スタジオレコーディングの曲の中には、通常の調弦（レギュラーチューニング）も多い。ライブ音源の中には全音（1音）下げチューニングで演奏されている曲も確認できる。

### 左利きの奏法
ヘンドリックスは右利き用のストラトキャスターを左右逆さまにして、右手で押弦し、左手で弦を弾いた。つまり左利きの奏法であり、一般的には左利きの人物と認識されている。弦は下に細い1弦、上に太い6弦と、左利き用の順番に張り替えてあった。左利きでありながら右利き用のギターを逆さまに使用することで、ボリュームやトーンなどのコントロールノブが上側にくるため、演奏中に左手で自在にノブを操作し、音量や音質を変化させるという独特の奏法を生み出すことができたという説もある。
晩年は、左利き用のギブソン・フライングVを所有していたが、上手く使えないからとローディーだったエリック・バレットに譲っている。右利き用ギターをひっくり返して使用しているうちに、コントロール部が上に位置していないと上手く弾けなくなっていたらしい。バレットはそのギターを後に売却。現在はハードロックカフェに展示されている。
もっとも「ヘンドリックスは本来は右利きだったのではないか」という説も根強く囁かれている。その証拠として、食事や書字の際には右手を使っていたことが挙げられる。『エレクトリック・ジプシー』（ハリー・シャピロ&シーザー・グレビーク）や『ジミヘンドリックスの創作ノート』『天才ジミ・ヘンドリックス ギター革命児の真実』（ジョン・マクダーモット、エディ・クレイマー）など複数の伝記にその様子を写した写真が掲載され、「ジミは字を書く時は右利きだった」と記載されている。さらに父アルも、伝記映画や雑誌「エスクワイア」1993年4月号など複数の媒体において、一貫して「ジミは左利きにあこがれがあった」「ボールを投げる時は右手だった」などと証言している（同時に息子ジミがギターを始めた時に、右利きなのに左利きの弾き方をするので直そうとしたという逸話も紹介している）。あえて左手で弾くことで、普通とは違った音を出したかったのではないか、という説もある。
ただしヘンドリックス本人は、1967年の『Beat Instrumental magazine』掲載の取材で「最初に（右利き用の）ギターを弾いた時、自分は左利きだから違和感を覚えた」と語っている。また、『天才ジミ・ヘンドリックス ギター革命児の真実』には、ヘンドリックスは右手でも左手でも書字が可能だったという記述もある。逆に『エレクトリック・ジプシー』では右利きの構えや、右利き用の弦の張り方でもギターを弾けたと記述されている。
以上の点から、少なくともギターは左利き、書字は右利きと、変則的な利き手だったのではないかと推測される。

### プロデュース
数は少ないが、ヘンドリックスはプロデューサーとしても活動していた。1968年の「Eire Apparent」と69年の「Cat Mother & the All Night Newsboys」、バディ・マイルスのアルバム曲数曲が存在している。

## 影響とエピソード

ジミヘンコード

数々のヒット曲を持つヘンドリックスのビルボード最高位は、アルバムチャート（Billboard 200）で1位、シングルチャート（Billboard Hot 100）20位である。難解な音楽でファンが少なかったなどということはなく、むしろ当時のアメリカのロックミュージシャンの中で最も集客力のあるスターだった。ウッドストックのトリを務めたのも、そのためだと言われる。ただし、本来ヘンドリックスの出演は最終日（日曜日）の夜の予定だったのに、スケジュールが押して翌日（月曜日）の朝になってしまい、40万人とも言われた観客の大半は帰途についていた。日本人でウッドストックを観た数少ない一人であるギタリスト成毛滋も、ヘンドリックスのステージを観ずに会場を離れている。
ヘンドリックスは、様々なジャンルのミュージシャンとセッションすることを好んだが、1960年代半ばのイギリスでは、そういった習慣（文化）があまり普及しておらず、イギリスでセッションの習慣を定着させたのはヘンドリックスである、という説も存在する（ピート・タウンゼントの談話）。
ヘンドリックスの代表曲である「パープル・ヘイズ(邦題：紫のけむり)」で使用されているE7(#9)というコードは、元々はブルースやジャズなどにおいて使用されていたものだが、ヘンドリックスの同曲の演奏によって「サイケデリックな響きのするコード」として有名になった。ミュージシャンなどの間では「ヘンドリックス・コード」（日本では「ジミヘンコード」）などと呼ばれることもある。
モンタレー・ポップ・フェスティバルで成功を収めた直後、一時期モンキーズの全米ツアーのオープニングアクト（前座）を務めたことがある。しかしモンキーズとの客層の違いなどからステージでまったく受けず、ごく短期間で降板している。
ギターに火を放つ行為はモンタレー・ポップ・フェスティバルの記録映画で有名だが、初めて行なったのは1967年3月にウォーカーブラザーズのツアーに前座として同行した時で、発案したのは本人ではなく知人の記者だったと言われている。それ以後、彼はイギリスで何度も行なっていた。
「アメリカ国歌」のライブ演奏もウッドストックが初めてではない。「アメリカ国歌」には、多重録音を駆使したスタジオ録音バージョンも存在している。
ヘンドリックスに大きな影響を受け、ヘンドリックスそっくりの演奏をする「ヘンドリックス・フォロワー」と呼ばれるギタリストが存在する。ロビン・トロワー、フランク・マリノ、ランディ・ハンセン、ウリ・ジョン・ロートなどが、ヘンドリックス・フォロワーの代表例と言われる。
27歳で亡くなっているため、いわゆる「27クラブ」（27歳で死去した有名ミュージシャン達を指す）の代表的な一人とされることが多い。
ヘンドリックスの映画は何度か制作されている。1973年に公開された「Jimi Hendrix」（ワーナーブラザーズ）は、ヘンドリックスのライブ演奏や関係者のインタビューなど、ドキュメンタリー的内容である。2000年に公開された「HENDRIX」（邦題は「炎のギタリストジミ・ヘンドリックス」、レオン・イチャソ監督）は、登場人物を俳優が演じる伝記映画で、日本では一般公開されず、ビデオ（DVD）ソフトが販売された。2013年に公開された「Jimi:All Is by My Side」（ジョン・リドリー監督）は、アウトキャストのアンドレ・3000がヘンドリックスを演じた伝記映画で、日本では「JIMI:栄光への軌跡」と題され2015年に一般公開された。「炎のギタリストジミ・ヘンドリックス」や「Jimi:栄光への軌跡」では、ヘンドリックスの楽曲の使用許可が下りず、劇中では「ヘイ・ジョー」などカバー曲しか使われない結果になっている。
ヘンドリックスが、ニューヨークのチェルシー・ホテルに宿泊していた際、別の客である老婆からボーイと間違われ、荷物を運んであげたことがあるという。

### 三大ギタリストとの関係

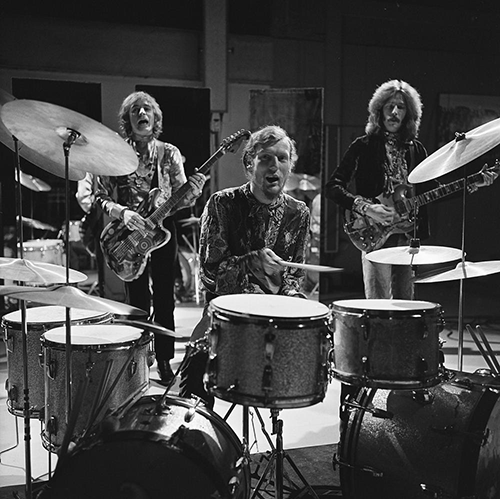
クリーム（1968年のテレビ番組）

クリーム（エリック・クラプトン、ジンジャー・ベイカー、ジャック・ブルースのバンド）の「Sunshine of Your Love」は、クリームのメンバー3人が、ヘンドリックスのステージを鑑賞した夜、ヘンドリックスの演奏に触発されて生まれたという。それを知っていたかどうかは不明だが、ヘンドリックスもこの曲を気に入っており、度々ステージで演奏していた。イギリスのテレビ番組「ルル・ショー」（生放送）にヘンドリックスが出演した際、司会のルル（女優、歌手）と「Hey Joe」をデュエットするという予定を無視し、解散したばかりのクリームに捧げるため同曲を演奏したのは有名（1969年1月）。
クリーム時代のエリック・クラプトンが生み出したウーマントーンは、一般にギブソンのレスポールまたはSGによるものと思われているが、ストラトキャスターのフロントピックアップによるものという説がある。ウーマントーンの代表曲「Sunshine of Your Love」のレコーディングはストラトキャスターで行われた、という証言も存在する。これが正しいとすれば、明らかにヘンドリックスの影響だろう。クラプトンは、ヘンドリックスと同じような“エレクトリックヘア”（チリチリのアフロヘア）にしたり、東洋風のヒラヒラした衣装（キモノ）を着用したりしていた時期があり、ヘンドリックスから強い影響を受けていたことが知られている。
ポール・マッカートニーによると、ヘンドリックスはストラトのトレモロアームを多用してチューニングが狂ってしまい、客席にクラプトンを見つけて「僕のためにチューニングを直して」と冗談を飛ばしシャイなクラプトンを困らせていたという。
クラプトンは1970年9月18日、ヘンドリックスとのセッションへ向かう前にヘンドリックスの死を知りショックを受けている。その際クラプトンは、ヘンドリックスに左利き用のストラトをプレゼントしようとしていたという。
クラプトンは、デレク&ザ・ドミノスとしてのアルバム『いとしのレイラ』（1970年）で、ヘンドリックスの代表的なバラード「Little Wing」をカバー。その後もヘンドリックスのトリビュートアルバムに参加し、「Stone Free」などをカバーしている。
ジェフ・ベック・グループが、初のアメリカ公演を行った際（1968年6月）、アンコールにヘンドリックスが登場し、ベックと共演したことがあるという。ベックは「ステージでジミと一緒に演奏していると、自分が歴史の一ページに立ち会っているんだというような深い感慨があった」と述べている。インタビューした記者に「若手ロックギタリストに最も大きな影響を及ぼしているのはヘンドリックスとあなた」と言われたベックは「本当か!」と驚喜したという。ヘンドリックスもベックのことを「イギリスで最高のギタリスト」と評したことがある。
ベックは1980年代半ば、ヘンドリックスの演奏で有名な「Wild Thing」（オリジナルはザ・トロッグス）を、ヘンドリックス風のアレンジでレコーディングしている（珍しく、ベックがリードボーカルを務めた）。また、ヘンドリックスのトリビュート・アルバムで「Manic Depression」などをカバーしている。コンサートのアンコールで、ミッチ・ミッチェル、ノエル・レディング（いずれも、元エクスペリエンス）とトリオで演奏したこともある。
ある時ヘンドリックスがベックに対して「お前のブルースは気持ち悪いから、エレクトロニカやクロスオーバーな音楽をやったほうがいい」とアドバイスしたという。その影響で現在のベックの演奏スタイルが確立したという説がある。
エリック・クラプトンとジェフ・ベックはヘンドリックスと友人だったとされるが（クラプトンやベックの談話）、ジミー・ペイジはニュー・ヤードバーズ（後のレッド・ツェッペリン）立ち上げの時期で忙しく、ヘンドリックスのステージを観る機会が一度もなく、会うことも出来なかったという。ただし、ペイジがレッド・ツェッペリンのアメリカ公演の合間にニューヨークのクラブへ出向いた際、偶然同じ店に来ていたヘンドリックスと同じテーブルに着いたことがある。その時のヘンドリックスは完全に酩酊状態で、まともに話をすることも出来なかった。ヘンドリックスは、あまり酒が強くなかったらしい（ビリー・コックスの談話）。結局、ペイジが生前のヘンドリックスと会えたのはその時だけだった（ペイジ本人の談話）。

### ローリング・ストーンズとの関係
渡英後間もない時期のヘンドリックスと最も親しかったのは、ブライアン・ジョーンズ（ローリング・ストーンズの初期リーダー、ギタリスト）だったと言われる。ジョーンズはヘンドリックスがイギリスのミュージックシーンで人脈を築くのを助けたほか、アメリカへの逆上陸となったモンタレー・ポップ・フェスティバル（1967年）では、ヘンドリックスを観客に紹介する役も買って出ている。この時期、ジョーンズはミック・ジャガー（ローリング・ストーンズのボーカル）達と仲違いし、ストーンズ内で孤立し始めていた。ヘンドリックスはジャガー達に憤っていたらしく、自身のステージにジャガーとマリアンヌ・フェイスフル（女優兼歌手、当時のジャガーの恋人）が顔を出した際に2人の間に割り込んで座り、フェイスフルに「この後、俺と付き合えよ」と聞こえよがしに発言。隣のジャガーは、ヘンドリックスの挑発的な言葉に気づかない振りをしたため、その場で喧嘩になるようなことはなかった。ジョーンズが1969年7月に急逝した後、ヘンドリックスは追悼の意を込めて「Lovers」を制作している。
とはいえ、ミック・ジャガーはヘンドリックスへの敬慕の念を常々表明しており、ヘンドリックスの死後に制作された伝記映画『Jimi Hendrix』（1973年）に登場しインタビューに答えている。1980年代末のソロ活動の際には「Red House」や「Foxy Lady」といったヘンドリックスの曲をステージで披露し、大きな話題を呼んだ。また、ジャガーは「俺はジミと一緒にレコーディングしたことがある。どこかにそのテープが残っているはずだ」と述べている。
ヘンドリックスが初めて手にしたストラトキャスターは、元々はキース・リチャーズのものだったという説がある。ヘンドリックスをチャス・チャンドラーに紹介したリンダ・キースがリチャーズの恋人だったため、リチャーズが所有していたストラトをリンダがヘンドリックスに渡したというのだが、諸説あり真偽は不明。ストラトは高価なギターだったために、無名時代のヘンドリックスには手が届かなかったと言われている。
ミック・ジャガーの実弟のクリス・ジャガーは、'60年代にミュージシャン向けの衣料店を経営しており、古い軍服などを販売していた。渡英したヘンドリックスがそれらの衣装を気に入って着用したことが、いわゆるミリタリーファッションの起爆剤になったという（クリス・ジャガーの談話）。

### ビートルズとの関係

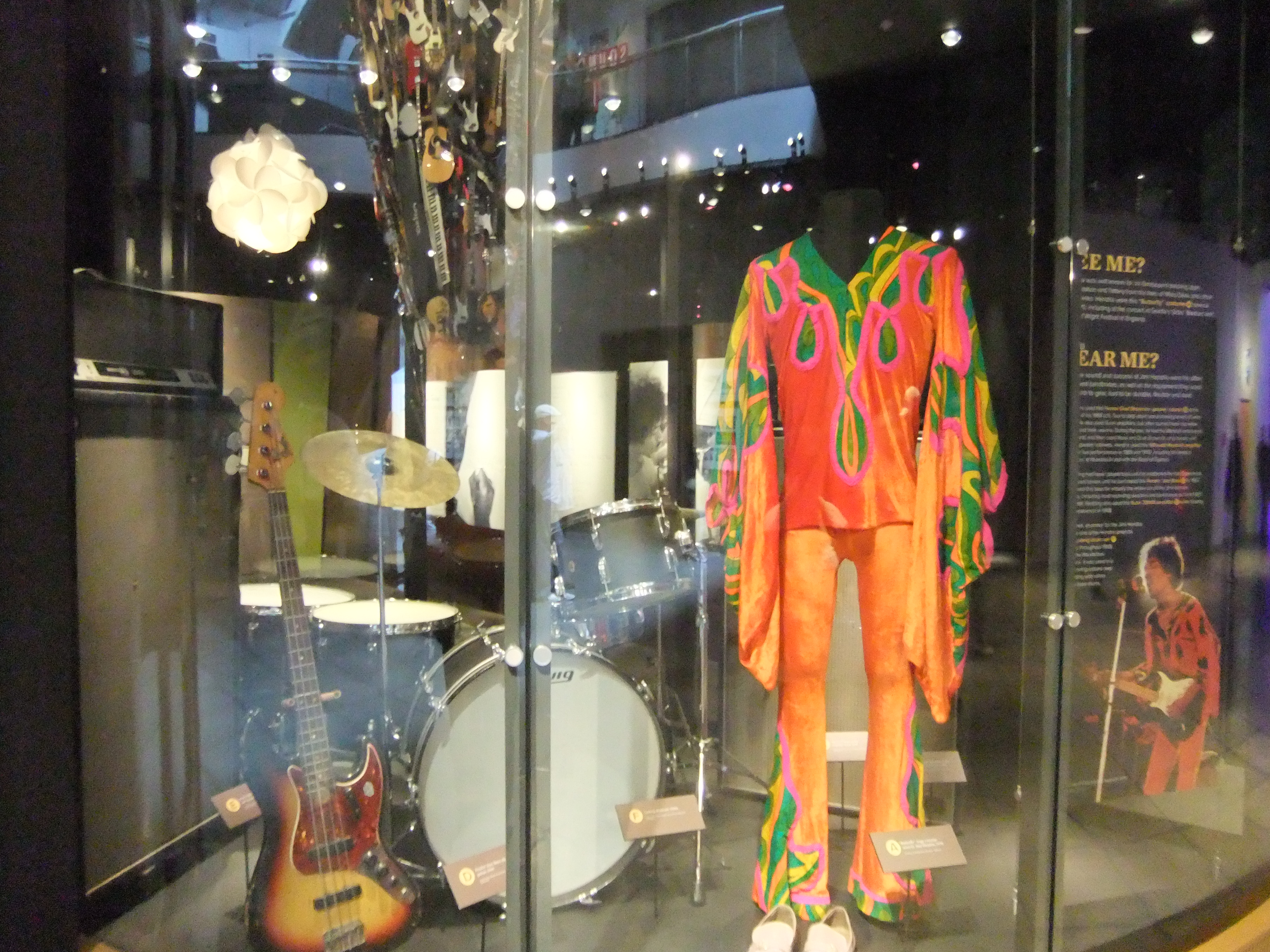
ヘンドリックスのステージセット（EMP ミュージアム・シアトル）

ビートルズのポール・マッカートニーはヘンドリックスを非常に高く評価しており、ヘンドリックスの生前から「ジミは絶対にギターのエース」「ジミを出さなければ（モンタレー・ポップフェスティバルは）フェスティバルにならないよ」などと語っている。ヘンドリックスの死後も「エドワード・バン・ヘイレンはグレートだ。でも僕にとっては、ジミが永遠のナンバーワンだよ」と語っている。
ビートルズのアルバム『サージェント・ペパーズ・ロンリー・ハーツ・クラブ・バンド』が発売されて数日後、ポール・マッカートニーがヘンドリックスのコンサートに出かけたところ、ヘンドリックスは1曲目に同アルバムのタイトル曲「サージェント・ペパーズ・ロンリー・ハーツ・クラブ・バンド」を演奏し、マッカートニーを大いに喜ばせた。マッカートニーは「ビートルズの『サージェント・ペパーズ』が金曜日に発売されて、そのたった2日後の日曜日に、ジミはそれをステージで演奏したんだ。あの曲を初めてライブ演奏したのは、ビートルズではなくジミなんだよ。演奏は例の調子で、ギューン！バーン！と素晴らしかった」と語っている。近年のマッカートニーは自身のコンサートでこのエピソードをたびたび語り、その前後にヘンドリックスの「Foxy Lady」などを演奏するのがお約束になっている。
ジョン・レノンは「ジミはロックの指導者（パイド・パイパー）、革新者で、この時代における最も影響力を持った人間の一人だった。完全に独創的だった」と語ったという。（カーティス・ナイト著、「ロックギターの革命児　ジミ・ヘンドリックス」）
キャシー・エッチンガム（ヘンドリックスが渡英したばかりの頃の恋人）がクラブのロビーで電話していたところ、ほかの男と話していると勘違いしたヘンドリックスが怒り、エッチンガムをこづき回した。するとジョン・レノンとポール・マッカートニーが偶然その場に通りかかり、ヘンドリックスをエッチンガムから引き離して「どうしたんだ、ジミ」と落ち着かせたという。エッチンガムは「あのときのジョンとポールはジェームズ・ボンドみたいだったわ」と語っている。

### ザ・フーとの関係
1966年9月にイギリスに渡ったヘンドリックスは、ロンドンの「セント・ジェームスのスコッチ」（The Scotch of St. James）というナイト・クラブで演奏している時に、当時ザ・フーのマネージャーだったキット・ランバートの目に留まった。ランバートは彼の演奏に圧倒されて、自分がザ・フーのもう一人のマネージャーだったクリス・スタンプと共同で設立したばかりのトラック・レコードに彼を熱心に勧誘した。その甲斐あってザ・ジミ・ヘンドリックス・エクスペリエンスはトラック・レコードと契約を結んだバンドの第一号になり、ザ・フーと宣伝担当エージェントと共有して度々同じステージに立った。イギリスではザ・フーの方が先にデビューしていたので、前座として出演することもあった。ピート・タウンゼントは「ジミから『ザ・フーのみんなにはとても世話になった』と丁重に礼を言われたことがある。だが、本当の友人になることができないうちに、彼は死んでしまった」と、残念そうに語っている。
ヘンドリックスがイギリスで活動を開始して間もない頃、タウンゼントは彼の演奏に惚れ込んで、可能な限りステージに通い詰めていた（タウンゼントの談話）。彼が出演しているクラブに出向いた際、出入り口で擦れ違ったジェフ・ベックに「あいつ（ヘンドリックス）、お前の技をパクってるぜ」と言われたというエピソードがある。実際に演奏を聞いてみたところ、「俺のトレードマークに変化が加わっていた」と驚いたという。
1967年6月に開催されたモンタレー・ポップ・フェスティバルにはザ・フーも出演した。主催者は、ザ・ジミ・ヘンドリックス・エクスペリエンスとザ・フーを最終日の18日に連続して出演させようとした。ザ・フーも楽器の破壊を売りにしていたため、先に出演した方が強い衝撃を観客に与えるのは確実であると考えた両者は大いに困惑した。タウンゼントはヘンドリックスに「君は天才ミュージシャンだが、俺達は楽器を壊すことぐらいしかできない。先に演奏させてほしい」と懇願したという（タウンゼントの談話）。交渉はまとまらず、主催者の一人であるジョン・フィリップス（ママス&パパス）が投げるコインの裏表で順番を決めることになり、結局ザ・フーが先に楽器破壊を披露した。しかし後から出演したヘンドリックスがギターに火をつけると、タウンゼントは「ギターを壊すのはあなたの専売特許だったんじゃないの？」と話しかけてきたキャス・エリオット（ママス&パパス）に「昔はそうだったが、今はジミのものだ」と答えたという。

### フランク・ザッパとの関係
フランク・ザッパは、1967年7月、ニューヨークのグリニッジ・ヴィレッジにあるカフェ・オー・ゴー・ゴーでザ・ジミ・ヘンドリックス・エクスペリエンスのコンサートを観た。彼は「スピーカーの真ん前にいたために気分が悪くなった。なぜあそこまで大音量にするのか理解できない」と述べている。会場はすし詰め状態だったので、彼は気分が悪くなったにもかかわらず、途中で退場することもできなかった。それにも拘らず彼はコンサートを「素晴らしかった」と感じて、後日ヘンドリックスとミッチェルを、カフェ・オー・ゴー・ゴーの上にあるギャリック劇場で行なわれたザ・マザーズ・オブ・インヴェンション（以下、MOIと略する）のコンサートに招待した。彼はヘンドリックスの演奏ぶりに大いに興味をそそられたので、彼をステージに招いてMOIのメンバーと演奏させて、それを客席から観ていた。
さらにザッパはヘンドリックスを、MOIが1968年に発表したアルバム『ウィー・アー・オンリー・イン・イット・フォー・ザ・マニー』の中ジャケット用の撮影に招待した。ヘンドリックスは実際にザッパやMOIのメンバーと共に、撮影に参加した。
ザッパは他のミュージシャンに対して辛辣な発言をすることが多かったが、ヘンドリックスのことは賞賛している。よく知られている発言としては「今のメジャーシーンでまともな音楽をやっているのはヘンドリックスとキャプテン・ビーフハートくらいだね」というものがある。
ザッパは、ヘンドリックスが1968年5月に行なわれたマイアミ・ポップ・フェスティバルに出演した時にステージで燃やしたフェンダー・ストラトキャスターを持っていた。彼はヘンドリックスのスタッフの一人で、ローディーや雑用係を務めていたハワード・パーカー（Howard Parker）という人物を60年代の後半に数か月間自宅に泊めてあげたことがあり、このギターは、その謝礼としてパーカーから彼に進呈されたものだった。彼は数年間、この通称『ヘンドリックス・ストラト』を自宅の壁にかけて飾っていたが、1976年に修理に出してネックとピックアップを新品に置き換えてパラメトリック・エコライザーを取り付けさせた。ヘンドリックス・ストラトは、彼が1977年から1978年にかけて行なったツアーに参加したエイドリアン・ブリュ―によって使用されたほか、彼自身もステージで使用していた。1988年に発表されたアルバム『ギター』に収録されたインストゥルメンタル曲「Sexual Harassment in the Workplace」などで、その音色を聴ける。彼が1993年に病没した後、長男でギタリストのドゥイージル・ザッパがヘンドリックス・ストラトをオークションに出品して話題を呼んだ。

### マイルス・デイヴィスとの関係

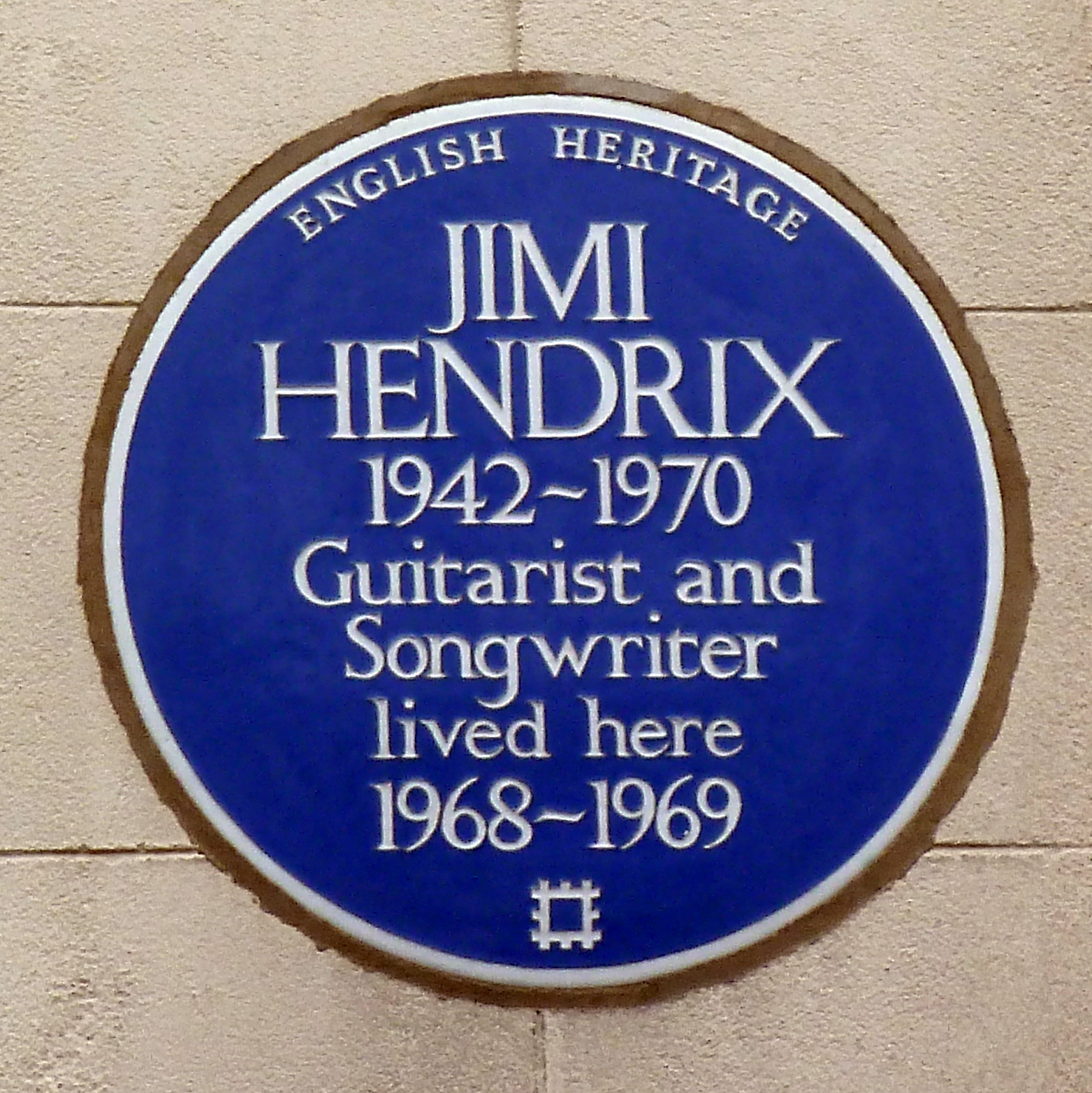
ブルック・ストリートにあるヘンドリックスの記念額（ロンドン）

ジャズ界の帝王マイルス・デイヴィスは、ヘンドリックスの才能を絶賛しており、ヘンドリックスの死後に「あれほど音感のいい人間は滅多にいるものじゃない」と語っている。デイヴィスがヘンドリックスを自宅に招いてセッションをした際、ヘンドリックスが譜面を読めずコード（和音）の名前も知らないためデイヴィスがピアノで音を聞かせると、ヘンドリックスは即座に反応してギター演奏で返して来たという。
また、デイヴィスは自身のバンドのギタリストに対し、「ジミ・ヘンドリックスのように弾くんだ」と常々指示していた。バンドに参加していたギタリストのジョン・マクラフリンやマイク・スターンが、いわゆるジャズ的な演奏をしても決して満足せず、ロック風な演奏をすると「それだ!」と喜んだという逸話もある。ヘンドリックスと同年代のマクラフリンは、ヘンドリックスと度々セッションを行っており、後に「ジミは後年の全てのギタリストに影響を与えた。私もジミに何らかの影響を与えられたのだろうか（自分では何とも言えない）」と述べている。スターンはヘンドリックスより若く、ヘンドリックスの影響を大きく受けたジャズギタリストとして知られる。
デイヴィスは、当時の妻だったベティ・デイヴィス（黒人の歌手兼女優、同名の白人ハリウッド女優とは別人）の紹介もあってヘンドリックスの音楽を早い時期からチェックしており、その後、ヘンドリックスのマネージャーを通して交流が始まった。ヘンドリックスの側もマイルスの音楽に興味を持っていたが故のことであった。ヘンドリックスとベティ・デイヴィスはある時から不倫関係にあったと言われており、それがデイヴィス夫妻が離婚する原因の一つとなった。しかし、デイヴィスはその後もヘンドリックスの音楽的才能に惚れ込み共演を望んでいた。
デイヴィスのバンドのベーシストだったデイヴ・ホランド（ヘンドリックスとも度々セッションを行っていた）によると、ヘンドリックスとデイヴィスのレコーディングの仕方は非常に良く似ている面があったらしい（デイヴィスの自伝より）。デイヴィスによると、両者は互いに影響をあたえあう関係で、デイヴィス自身のトランペットプレイやワウワウミュートを使ったプレイもそれによるという。また、いわゆる「電化マイルス」という方向性は、ヘンドリックスの影響によるものという論評も存在する。
ヘンドリックスとデイヴィスは、共同でアルバムを制作する寸前の段階まで何度か進みかけたが、一度目はデイヴィス側が高額のギャラを要求したため流れた。二度目は、デイヴィスとヘンドリックスが出演した70年のワイト島の音楽フェスティバルの後にロンドンで行われる予定であったが、デイヴィス側が渋滞に引っかかり時間に間に合わなかったために流れた。三度目はギル・エヴァンスを加えた三人でニューヨークで録音をする予定であったが、その直前にヘンドリックスが死亡してしまい、結局具体的な形での共作は実現しなかった。
デイヴィスはヘンドリックスの葬儀に参列したが、「牧師がジミの名前を何度も間違えると言う不始末をやらかした」と語っており、それに強い怒りを覚えたとも加えている。デイヴィスが他者の葬儀に参列することはめったになかったと言われている（「マイルス・デイヴィス自叙伝」より）。

### ギル・エヴァンスとの関係

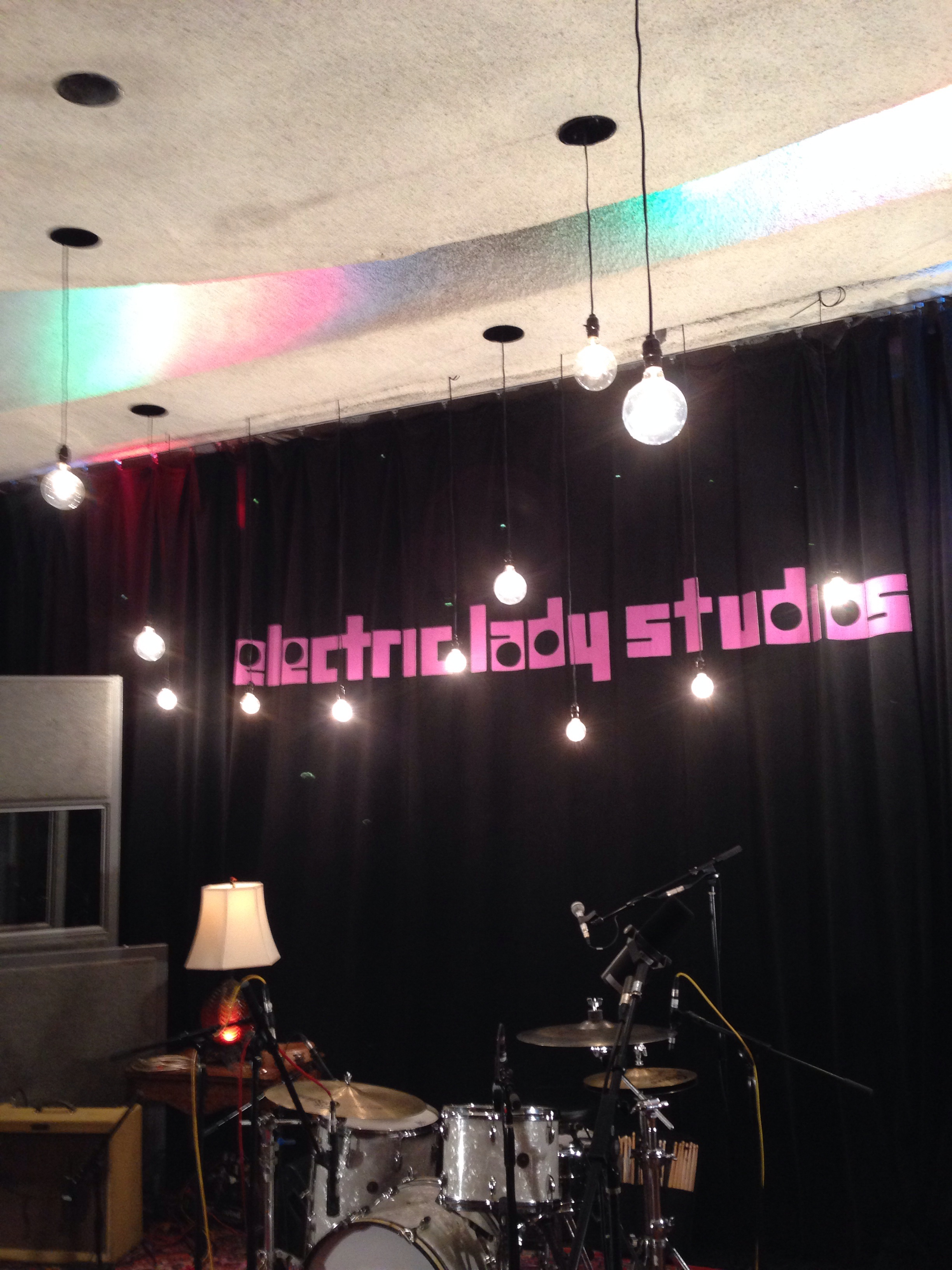
エレクトリック・レディ・スタジオ（ニューヨーク市）
ヘンドリックスによって1970年に建てられた。

1970年初頭、レコード・プラント・スタジオにおいてギル・エヴァンスがアルバムGil Evans（のちにBlues in Orbitとして発売）をミキシング中に、ヘンドリックスが訪ねて来て自己紹介をした。ギル・エヴァンスも、ヘンドリックスの才能を高く評価し、自分のオーケストラのソリストに起用することを考えた。そのための正式なミーティングも1970年9月21日に予定していたが、ヘンドリックスはその1週間前に亡くなった。1974年、エヴァンスは、オーケストラ参加者らと共にヘンドリックスの曲にアレンジを施し、『プレイズ・ジミ・ヘンドリックス』を発表した。後年、スティングがアルバム『ナッシング・ライク・ザ・サン』でヘンドリックスの「Little Wing」をカバーした時も、エヴァンスが編曲を担当した。「Stone Free」、「空より高く」などの楽曲群は、彼のオーケストラの主要レパートリーとして、晩年まで演奏された。

### レス・ポールとの関係
ギタリストでありエンジニアでもあったレス・ポールは、1960年代前半の無名時代のヘンドリックスの演奏を間近で聴いたことがあるという。ヘンドリックスが、ニューヨークのクラブでオーディションを受けていた時のことらしい。後に、エレクトリック・レディ・スタジオを開設した際、ヘンドリックスは業界の大先輩であるポールに挨拶の電話をかけたという。受けたポールが「君のことが気にかかって、ずいぶん探したんだよ」と語ると、ヘンドリックスは「レス・ポールさんがそんな近くで見ていたのに気付かなかったなんて」と恐縮していたという（ポールの談話）。

### ジャニス・ジョプリンとの関係
短期間だが、恋愛関係にあったと報道された。

### 関係者のその後
マネージメントを行っていたマイケル・ジェフリーは1973年に飛行機事故で死去。ヘンドリックスを見い出したチャス・チャンドラーは1996年に死去。ベースのノエル・レディングは2003年に死去。バンド・オブ・ジプシーズのドラマーだったバディ・マイルスは2008年2月に死去。エクスペリエンスのドラマーだったミッチ・ミッチェルは、2008年にシアトルで行なわれたヘンドリックストリビュートのイベントに参加したが、同年の11月、米国オレゴン州ポートランドのホテルで死去した。ヘンドリックスが亡くなる際に同室にいた女性モニカ・ダンネマンは、ジミヘン・フォロワーとして知られるドイツ人ギタリストのウリ・ジョン・ロートと後に結婚したが、1996年に自殺している。
ヘンドリックスの父アル・ヘンドリックスは、息子ジミが成人して家を出てから日系二世の女性アヤコ（アヤコ・ジューン・フジタ）と再婚。ヘンドリックスは、自分と同じ東洋系（ヘンドリックスの父方の祖母はインディアン）の女性が義母になったことを非常に喜んでいたという。ヘンドリックスは、義母アヤコに「1970年のハワイのコンサートの後で日本に行く予定だよ、日本に行くのが楽しみなんだ、日本はどんなところなの」と語っていたという（アヤコの談話。アヤコはアメリカ生まれだが、第二次大戦前に日本に留学した経験があるという。「エスクワイア」1993年4月号）。ヘンドリックスが言っていた通り、日本でもヘンドリックスのコンサートを含むフェスティバル（富士オデッセイ）の計画が進んでいたが実現していない。結局ヘンドリックスが来日することは一度もなかった。ヘンドリックスはキモノ（着物を模した東洋風の衣装）を好んで着用し、ステージに鯉のぼりをあげるなど、日本に対して親しみを感じていたらしい。

## ディスコグラフィ
- 『アー・ユー・エクスペリエンスト?』 - Are You Experienced（1967年）(Track 613 001)
- 『アクシス:ボールド・アズ・ラヴ』 - Axis: Bold as Love（1967年）(Track 613 003)
- 『スマッシュ・ヒッツ』 - Smash Hits（1968年）(イギリス版 Track 613 004)
- 『エレクトリック・レディランド』 - Electric Ladyland（1968年）(Track 613 008-009)
- 『バンド・オブ・ジプシーズ』 - Band of Gypsys（1970年）(Track 2406 002)

### 原盤権の行方

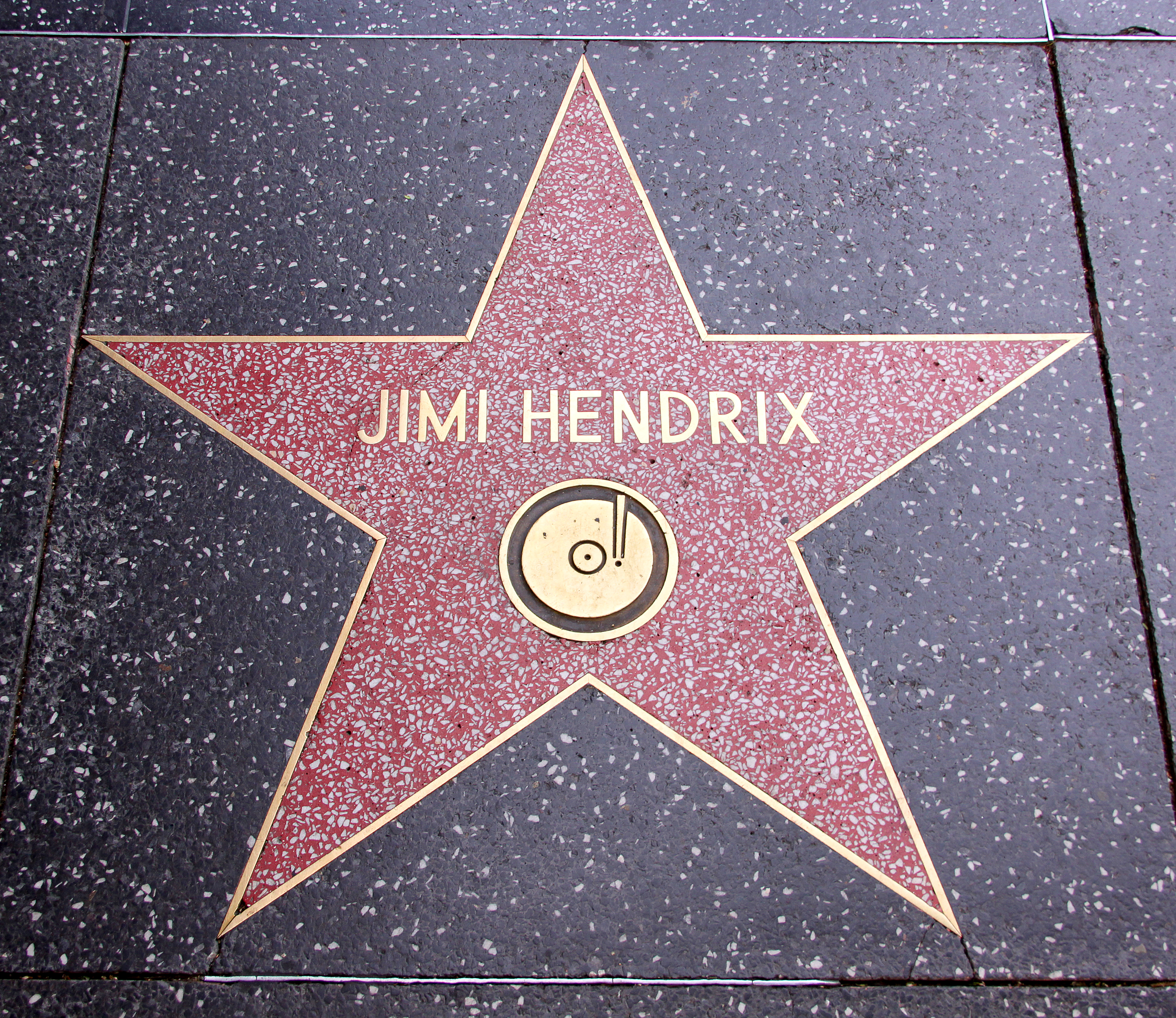
ヘンドリックスのスター（ハリウッド・ウォーク・オブ・フェーム）

ヘンドリックスの音源の権利は、ヘンドリックスが遺言を残していないこと、マネージャーのマイケル・ジェフリーが事故死したこと、ヘンドリックスが各所にジャム音源を残していたことなどから混乱。ヘンドリックス自身はレコードデビュー後わずか4年ほどしか活動していないにも関わらず、正規版と海賊版を含め膨大な数のレコード（CD）が市場に出回ることになった。しかし裁判の末、1990年代半ばにヘンドリックスの遺族に権利があると確定（それ以前はヘンドリックスと親交のあったミュージシャン、アラン・ダグラスが権利を持っていた）。ヘンドリックスの父アル・ヘンドリックス達によりEXPERIENCE HENDRIXという会社が設立され、ヘンドリックスの音源を管理することになり現在に至っている。アルは2002年に亡くなったため、娘のジェイニー・ヘンドリックスがEXPERIENCE HENDRIXの代表になっている。ただしジェイニーはアルの後妻アヤコの連れ子で、ヘンドリックスとは義理の兄妹である。つまりヘンドリックスとジェイニーには血のつながりは全くない。
無名時代のヘンドリックスは様々なレコード会社やエージェントと契約を取り交わしており（多くはその場の雰囲気に流され軽い気持ちで契約書にサインしていたらしい）、生前から権利が混乱していた。特にPPXレコードというインディーズレーベルが「ヘンドリックスは当社の契約ミュージシャンである」として本格的に法廷闘争を仕掛けてきたため、解決策としてヘンドリックスのアルバム1枚の権利をPPX側に与えることになった。そのために制作されたのがヘンドリックスの生前唯一の正規ライブアルバム『バンド・オブ・ジプシーズ』である。こうした経緯に加え、十分な制作時間を与えられなかったこともあり、ヘンドリックスは同アルバムの仕上がりに満足していなかったらしい。
EXPERIENCE HENDRIXの販売権を獲得したMCAレコード（日本ではユニバーサルビクター）から再発盤や新規企画盤のCDが発売される際、「オリジナル録音テープを元にリマスターした」と宣伝されたが、一説に一部のオリジナルテープはEXPERIENCE HENDRIXの手に渡っていないといわれ、部分的にはレコード等から音を起こしているのではとの噂も存在する（一部の曲にレコードの針音（スクラッチノイズ）と思われる雑音があるため）。
2009年9月18日、EXPERIENCE HENDRIXの販売権を米国ソニー・ミュージックエンタテインメントが獲得したことを発表。2010年1月1日よりSMEに移行した。これにより、日本盤は2010年3月よりソニー・ミュージックジャパンインターナショナルを通じて、スタジオ・アルバムとライブ・アルバムは完全生産限定、ベスト・アルバムはレギュラー形態でリリースされた。
また、セッション、セパレート盤、ライヴ、スタジオ・セッションなどのブートレックも販売されている。
公式のアルバムやカーティス・ナイトのセッションもある。